# 5322 Ghaffari
Az 5322 Ghaffari (ideiglenes jelöléssel (5322) 1986 QB1) a Naprendszer kisbolygóövében található aszteroida. Henri Debehogne fedezte fel 1986. augusztus 26-án.